# Canton de Saint-André-de-l'Eure
Le canton de Saint-André-de-l'Eure est une circonscription électorale française située dans le département de l'Eure et la région Normandie.

## Histoire
- Le canton de Saint-André a été créé en 1793[1].

- De 1833 à 1848, les cantons de Damville et de Saint-André-de-l'Eure avaient le même conseiller général. Le nombre de conseillers généraux était limité à 30 par département.

- En 1890, la canton de Saint-André change de nom pour Saint-André-de-l'Eure, comme la commune.

- Un nouveau découpage territorial de l'Eure (département) entre en vigueur à l'occasion des élections départementales de mars 2015, défini par le décret du 25 février 2014[2], en application des lois du 17 mai 2013 (loi organique no  2013-402 et loi no  2013-403)[3]. Les conseillers départementaux sont, à compter de ces élections, élus au scrutin majoritaire binominal mixte. Les électeurs de chaque canton élisent au Conseil départemental, nouvelle appellation du Conseil général, deux membres de sexe différent, qui se présentent en binôme de candidats. Les conseillers départementaux sont élus pour 6 ans au scrutin binominal majoritaire à deux tours, l'accès au second tour nécessitant 12,5 % des inscrits au 1er tour. En outre, la totalité des conseillers départementaux est renouvelée. Ce nouveau mode de scrutin nécessite un redécoupage des cantons dont le nombre est divisé par deux avec arrondi à l'unité impaire supérieure si ce nombre n'est pas entier impair, assorti de conditions de seuils minimaux[4]. Dans l'Eure, le nombre de cantons passe ainsi de 43 à 23. Le nombre de communes du canton de Saint-André-de-l'Eure passe de 30 à 33.

- Le nouveau canton de Saint-André-de-l'Eure est formé de communes des anciens cantons de Saint-André-de-l'Eure (27 communes), du Neubourg (1 commune), de Val-de-Reuil (1 commune) et de Nonancourt (4 communes). Le canton est entièrement inclus dans l'arrondissement d'Évreux. Le bureau centralisateur est situé à Saint-André-de-l'Eure.

## Géographie
Ce canton est organisé autour de Saint-André-de-l'Eure dans l'arrondissement d'Évreux. Son altitude varie de 51 m (Garennes-sur-Eure) à 156 m (Grossœuvre) pour une altitude moyenne de 131 m.

## Représentation

### Conseillers d'arrondissement (de 1833 à 1940)
| Période                                  | Période      | Identité                    | Étiquette   | Qualité |
| ---------------------------------------- | ------------ | --------------------------- | ----------- | --- |
| 1833                                     | 1848         | Charles Duval               |             | Maire de Saint-André                                                                                        |
|                                          |              |                             |             | |
| 1852                                     | 1871         | Léon Pierre Séréville       |             | Notaire à Saint-André                                                                                       |
| 1871                                     |              | Louis-Lucien Chrétien       |             | Maire de Saint-André                                                                                        |
|                                          |              |                             |             | |
| 1892                                     | 1910 (décès) | Adolphe Ferdinand Plaisance | Républicain | Cultivateur à Champigny-la-Futelaye                                                                         |
| 1910                                     | 1928         | Nestor Avisse               | Rad.        | Rentier, conseiller municipal de Saint-André                                                                |
| 1928                                     | 1940         | Charles Buffet              | Républicain | Marchand de bois et charbons à Saint-André                                                                  |
| 1940                                     |              |                             |             | Les conseils d'arrondissement ont été suspendus par la loi du 12 octobre 1940 et n'ont jamais été réactivés |
| Les données manquantes sont à compléter. |              |                             |             | |

### Conseillers généraux de 1833 à 2015
| Période           | Période                   | Identité                  | Étiquette                                   | Qualité |
| ----------------- | ------------------------- | ------------------------- | ------------------------------------------- | --- |
| 1833              | 1858                      | Alexandre Delhomme        |                                             | Juge au Tribunal civil d'Évreux |
| 1858              | 1871                      | Gustave comte de Reiset   | Monarchiste                                 | Propriétaire à Marcilly-sur-Eure (Abbaye du Breuil-Benoît)                                                                                   |
| 1871              | 1882 (décès)              | Jean-Louis Lepouzé        | Centre gauche puis Républicain Opportuniste | Avoué, maire d'Évreux (1870-1882) Député (1872-1882) Sénateur (1882, invalidé)                                                               |
| 1882              | 1901 (décès)              | Zacharie Roussel          | Rad.                                        | Maire d'Ézy-sur-Eure |
| 1901              | 1931                      | Abel Lefèvre              | Rad.                                        | Avocat Président du Conseil général Député (1904-1919) - Sénateur (1921-1939)                                                                |
| 1931              | 1942 (démission d'office) | Paul Lemaire              | RG puis Rad.                                | Président de la Chambre de Commerce d'Évreux Maire d'Ivry-la-Bataille Déclaré "démissionnaire d'office" par le Gouvernement de Vichy en 1942 |
|                   |                           |                           |                                             | |
| 1943              | 1945                      | André Ravanne (1903-1989) | ?                                           | Conseiller municipal de Saint-André-de-l'Eure Nommé conseiller départemental en 1943 Président du Conseil départemental (1943-1945)          |
|                   |                           |                           |                                             | |
| 1945              | 1949 (démission)          | Maurice Lainé (1899-1975) | SFIO                                        | Employé du chemin de fer, Saint-André-de-l'Eure                                                                                              |
| 25 septembre 1949 | 1964                      | Maurice Martin            | CNIP                                        | Ancien agriculteur Maire de Serez puis de Garennes-sur-Eure                                                                                  |
| 1964              | 1976                      | Raymond Lhériau           | DVG                                         | Maire de Saint-André-de-l'Eure (1953-1971)                                                                                                   |
| 1976              | 2015                      | Andrée Oger               | PCF                                         | Institutrice Maire de Croth (1966-2001) Vice-présidente du Conseil général                                                                   |

### Conseillers départementaux depuis 2015
| Période élective | Période élective | Mandat | Mandat       | Identité         | Nuance | Nuance | Qualité                                                               |
| ---------------- | ---------------- | ------ | ------------ | ---------------- | ------ | ------ | --------------------------------------------------------------------- |
| 2015             | 2021             | 2015   | 2019 (décès) | Serge Masson     |        | FG     | Professeur de collège Maire de Saint-André-de-l'Eure (2008-2019)      |
| 2015             | 2021             | 2015   | 2021         | Andrée Oger      |        | PCF    | Maire de Croth (1966-2001)                                            |
| 2015             | 2021             | 2019   | 2021         | José Bridard     |        | PCF    | Professeur des écoles - Adjoint au maire de Prey (?-2020)             |
| 2021             | 2028             | 2021   | en cours     | Sylvain Boreggio |        | LR     | Ancien cadre Maire de La Couture-Boussey                              |
| 2021             | 2028             | 2021   | en cours     | Julie Desplat    |        | DVD    | Professeure agrégée de collège Adjointe au maire de Marcilly-sur-Eure |

### Résultats détaillés

#### Élections de mars 2015
À l'issue du 1er tour des élections départementales de 2015, trois binômes sont en ballottage : Serge Masson et Andrée Oger (FG, 34,77 %), Nicolas Dupard et Roseline Molfenter (FN, 33,95 %) et Sylvain Boreggio et Martine Rousset (Union de la Droite, 31,28 %). Le taux de participation est de 47,4 % (10 255 votants sur 21 637 inscrits) contre 50,53 % au niveau départemental et 50,17 % au niveau national.
Au second tour, Serge Masson et Andrée Oger (FG) sont élus avec 35,81 % des suffrages exprimés et un taux de participation de 49,15 % (3 724 voix pour 10 635 votants et 21 637 inscrits).

#### Élections de juin 2021
Le premier tour des élections départementales de 2021 est marqué par un très faible taux de participation (33,26 % au niveau national). Dans le canton de Saint-André-de-l'Eure, ce taux de participation est de 28,96 % (6 445 votants sur 22 257 inscrits) contre 33,02 % au niveau départemental. À l'issue de ce premier tour, deux binômes sont en ballottage : Michel Fluteau et Florence Franchet (RN, 31,75 %) et Sylvain Boreggio et Julie Desplat (DVD, 23,4 %).
Le second tour des élections est marqué une nouvelle fois par une abstention massive équivalente au premier tour. Les taux de participation sont de 34,3 % au niveau national, 32,76 % dans le département et 28,74 % dans le canton de Saint-André-de-l'Eure. Sylvain Boreggio et Julie Desplat (DVD) sont élus avec 59,52 % des suffrages exprimés (3 517 voix pour 6 396 votants et 22 257 inscrits),,.

## Composition

### Composition avant 2015
Le canton de Saint-André-de-l'Eure regroupait trente communes.
| Nom                               | Code Insee | Codepostal | Superficie (km2) | Population (dernière pop. légale) | Densité (hab./km2) |
| --------------------------------- | ---------- | ---------- | ---------------- | --------------------------------- | ------------------ |
| Saint-André-de-l'Eure (chef-lieu) | 27507      | 27220      | 19,83            | 3 720 (2012)                      | 188                |
| Les Authieux                      | 27027      | 27220      | 4,87             | 278 (2012)                        | 57                 |
| Bois-le-Roi                       | 27073      | 27220      | 5,42             | 1 082 (2012)                      | 200                |
| La Boissière                      | 27078      | 27220      | 3,45             | 269 (2012)                        | 78                 |
| Bretagnolles                      | 27111      | 27220      | 3,78             | 193 (2012)                        | 51                 |
| Champigny-la-Futelaye             | 27144      | 27220      | 15,98            | 253 (2012)                        | 16                 |
| Chavigny-Bailleul                 | 27154      | 27220      | 18,42            | 569 (2012)                        | 31                 |
| Coudres                           | 27177      | 27220      | 15,37            | 538 (2012)                        | 35                 |
| La Couture-Boussey                | 27183      | 27750      | 10,90            | 2 277 (2012)                      | 209                |
| Croth                             | 27193      | 27530      | 10,51            | 1 270 (2012)                      | 121                |
| Épieds                            | 27220      | 27730      | 4,87             | 378 (2012)                        | 78                 |
| Ézy-sur-Eure                      | 27230      | 27530      | 8,92             | 3 344 (2012)                      | 375                |
| La Forêt-du-Parc                  | 27256      | 27220      | 7,67             | 530 (2012)                        | 69                 |
| Foucrainville                     | 27259      | 27220      | 5,26             | 84 (2012)                         | 16                 |
| Fresney                           | 27271      | 27220      | 6,34             | 335 (2012)                        | 53                 |
| Garencières                       | 27277      | 27220      | 6,87             | 562 (2012)                        | 82                 |
| Garennes-sur-Eure                 | 27278      | 27780      | 10,52            | 1 842 (2012)                      | 175                |
| Grossœuvre                        | 27301      | 27220      | 16,36            | 1 062 (2012)                      | 65                 |
| L'Habit                           | 27309      | 27220      | 5,08             | 521 (2012)                        | 103                |
| Ivry-la-Bataille                  | 27355      | 27540      | 7,76             | 2 611 (2012)                      | 336                |
| Jumelles                          | 27360      | 27220      | 7,29             | 307 (2012)                        | 42                 |
| Lignerolles                       | 27368      | 27220      | 6,22             | 286 (2012)                        | 46                 |
| Marcilly-sur-Eure                 | 27391      | 27810      | 15,48            | 1 575 (2012)                      | 102                |
| Mouettes                          | 27419      | 27220      | 8,39             | 709 (2012)                        | 85                 |
| Mousseaux-Neuville                | 27421      | 27220      | 14,20            | 663 (2012)                        | 47                 |
| Prey                              | 27478      | 27220      | 8,09             | 930 (2012)                        | 115                |
| Quessigny                         | 27484      | 27220      | 4,35             | 120 (2012)                        | 28                 |
| Saint-Germain-de-Fresney          | 27544      | 27220      | 5,35             | 224 (2012)                        | 42                 |
| Saint-Laurent-des-Bois            | 27555      | 27220      | 3,33             | 245 (2012)                        | 74                 |
| Serez                             | 27621      | 27220      | 6,33             | 143 (2012)                        | 23                 |

### Composition à partir de 2015
Le nouveau canton de Saint-André-de-l'Eure comprenait trente-trois communes entières à sa création.
À la suite de la création de la commune nouvelle La Baronnie le 1er janvier 2016, le nombre de communes du canton descend à 32.
| Nom                                           | Code Insee | Intercommunalité              | Superficie (km2) | Population (dernière pop. légale) | Densité (hab./km2) | Modifier                                    |
| --------------------------------------------- | ---------- | ----------------------------- | ---------------- | --------------------------------- | ------------------ | ------------------------------------------- |
| Saint-André-de-l'Eure (bureau centralisateur) | 27507      | CA Évreux Portes de Normandie | 19,83            | 3 903 (2022)                      | 197                | modifier les données · modifier les données |
| Les Authieux                                  | 27027      | CA Évreux Portes de Normandie | 4,87             | 292 (2022)                        | 60                 | modifier les données · modifier les données |
| La Baronnie                                   | 27277      | CA Évreux Portes de Normandie | 11,22            | 760 (2022)                        | 68                 | modifier les données · modifier les données |
| Bois-le-Roi                                   | 27073      | CA Évreux Portes de Normandie | 5,42             | 1 234 (2022)                      | 228                | modifier les données · modifier les données |
| Bretagnolles                                  | 27111      | CA Évreux Portes de Normandie | 3,78             | 202 (2022)                        | 53                 | modifier les données · modifier les données |
| Champigny-la-Futelaye                         | 27144      | CA Évreux Portes de Normandie | 15,98            | 272 (2022)                        | 17                 | modifier les données · modifier les données |
| Chavigny-Bailleul                             | 27154      | CA Évreux Portes de Normandie | 18,42            | 580 (2022)                        | 31                 | modifier les données · modifier les données |
| Coudres                                       | 27177      | CA Évreux Portes de Normandie | 15,37            | 541 (2022)                        | 35                 | modifier les données · modifier les données |
| La Couture-Boussey                            | 27183      | CA Évreux Portes de Normandie | 10,90            | 2 301 (2022)                      | 211                | modifier les données · modifier les données |
| Croth                                         | 27193      | CA Évreux Portes de Normandie | 10,51            | 1 419 (2022)                      | 135                | modifier les données · modifier les données |
| Épieds                                        | 27220      | CA Évreux Portes de Normandie | 4,87             | 353 (2022)                        | 72                 | modifier les données · modifier les données |
| Ézy-sur-Eure                                  | 27230      | CA du Pays de Dreux           | 8,92             | 3 653 (2022)                      | 410                | modifier les données · modifier les données |
| La Forêt-du-Parc                              | 27256      | CA Évreux Portes de Normandie | 7,67             | 636 (2022)                        | 83                 | modifier les données · modifier les données |
| Foucrainville                                 | 27259      | CA Évreux Portes de Normandie | 5,26             | 92 (2022)                         | 17                 | modifier les données · modifier les données |
| Fresney                                       | 27271      | CA Évreux Portes de Normandie | 6,34             | 318 (2022)                        | 50                 | modifier les données · modifier les données |
| Garennes-sur-Eure                             | 27278      | CA Évreux Portes de Normandie | 10,52            | 2 024 (2022)                      | 192                | modifier les données · modifier les données |
| Grossœuvre                                    | 27301      | CA Évreux Portes de Normandie | 16,36            | 1 431 (2022)                      | 87                 | modifier les données · modifier les données |
| L'Habit                                       | 27309      | CA Évreux Portes de Normandie | 5,08             | 486 (2022)                        | 96                 | modifier les données · modifier les données |
| Ivry-la-Bataille                              | 27355      | CA du Pays de Dreux           | 7,76             | 2 640 (2022)                      | 340                | modifier les données · modifier les données |
| Jumelles                                      | 27360      | CA Évreux Portes de Normandie | 7,29             | 327 (2022)                        | 45                 | modifier les données · modifier les données |
| Lignerolles                                   | 27368      | CA Évreux Portes de Normandie | 6,22             | 356 (2022)                        | 57                 | modifier les données · modifier les données |
| Louye                                         | 27376      | CA du Pays de Dreux           | 5,20             | 215 (2022)                        | 41                 | modifier les données · modifier les données |
| Marcilly-sur-Eure                             | 27391      | CA Évreux Portes de Normandie | 15,48            | 1 611 (2022)                      | 104                | modifier les données · modifier les données |
| Mesnil-sur-l'Estrée                           | 27406      | CA Évreux Portes de Normandie | 5,76             | 942 (2022)                        | 164                | modifier les données · modifier les données |
| Mouettes                                      | 27419      | CA Évreux Portes de Normandie | 8,39             | 753 (2022)                        | 90                 | modifier les données · modifier les données |
| Mousseaux-Neuville                            | 27421      | CA Évreux Portes de Normandie | 14,20            | 641 (2022)                        | 45                 | modifier les données · modifier les données |
| Muzy                                          | 27423      | CA Évreux Portes de Normandie | 9,18             | 780 (2022)                        | 85                 | modifier les données · modifier les données |
| Prey                                          | 27478      | CA Évreux Portes de Normandie | 8,09             | 976 (2022)                        | 121                | modifier les données · modifier les données |
| Saint-Georges-Motel                           | 27543      | CA du Pays de Dreux           | 4,97             | 880 (2022)                        | 177                | modifier les données · modifier les données |
| Saint-Germain-de-Fresney                      | 27544      | CA Évreux Portes de Normandie | 5,35             | 195 (2022)                        | 36                 | modifier les données · modifier les données |
| Saint-Laurent-des-Bois                        | 27555      | CA Évreux Portes de Normandie | 3,33             | 245 (2022)                        | 74                 | modifier les données · modifier les données |
| Serez                                         | 27621      | CA Évreux Portes de Normandie | 6,33             | 171 (2022)                        | 27                 | modifier les données · modifier les données |
| Canton de Saint-André-de-l'Eure               | 2720       |                               | 288,87           | 31 229 (2022)                     | 108                | modifier les données                        |

## Démographie

### Démographie avant 2015
| 1962   | 1968   | 1975   | 1982   | 1990   | 1999   | 2006   | 2011   | 2012   |
| ------ | ------ | ------ | ------ | ------ | ------ | ------ | ------ | ------ |
| 13 023 | 13 251 | 14 955 | 17 475 | 21 963 | 23 495 | 25 222 | 26 538 | 26 920 |

### Démographie depuis 2015
En 2022, le canton comptait 31 229 habitants, en évolution de +1,29 % par rapport à 2016 (Eure : −0,25 %, France hors Mayotte : +2,11 %).
| 2013   | 2018   | 2022   |
| ------ | ------ | ------ |
| 30 111 | 31 000 | 31 229 |